# Riu Montnegre
El Montnegre (antigament riu Xixona) és un riu de la península Ibèrica, que passa per les comarques de l'Alcoià, i l'Alacantí. Naix a 1.100 metres d'altura en la Serra d'Onil. En el seu curs alt rep el nom de riu Verd i en el baix el de riu Sec. En el seu curs està el pantà de Tibi, del segle xvi i encara en funcionament. Desemboca en el Campello, en la comarca de l'Alacantí.

## Denominacions
En el seu curs alt, fins al Pantà de Tibi, rep el nom de riu Verd; a partir del pantà és quan es diu pròpiament riu Montnegre, ja que la llera travessa un mantell de calcàries triàsiques negres, presentant les aigües aqueixa coloració com reflex del jaç pel qual discorre; i en aplegar a l'Horta d'Alacant i fins a la seua desembocadura al Campello, rep el nom de riu Sec a causa de la seua falta d'aigua, provocat per l'aprofitament íntegre per als cultius.

## Delimitació històrica
Aquest riu va ser durant l'època foral i fins al decret de Nova Planta de 1707 límit fronterer entre la Governació d'Oriola i la Governació de Xàtiva.

## Afluents i règim fluvial
Els seus afluents més importants són el barranc de Gavarnera i el riu de la Torre de les Maçanes. Quant al règim fluvial, podem parlar d'un típic riu-rambla mediterrani que, en el seu últim tram, únicament duu aigua quan es produeixen pluges fortes. La força de les seues aigües ha destruït els ponts del Campello el 1961, 1971 i 1987. La llera àmplia, profund i pedregós és similar al de qualsevol rambla mediterrània i evidencia la seua irregularitat.

## Aprofitament humà
Des de l'edat mitjana s'han aprofitat les aigües per al regadiu de l'horta d'Alacant i al seu curs, a més del pantà de Tibi, el més antic d'Europa després del d'Almansa, estan els assuts de Mutxamel, Sant Joan i El Campello, actualment en desús, obres hidràuliques que servien per a derivar les aigües sobrants.
La presa de Tibi la va manar construir Felip II a la fi del segle xvi i encara que va patir un important trencament en 1697, va entrar de nou en servei en 1738. Ha estat declarada Bé d'Interès Cultural amb la categoria de Monument per la Direcció general de Patrimoni Cultural de la Comunitat Valenciana. El volum de l'embassament és de 2 Hm³ i la seua superfície de 50 hectàrees.
- Conca: 486,6 km².
- Longitud: 39,8 km.[3]
- Cabal mitjà: 0 m³/s al Campello (l'Alacantí).
- Afluents: barranc de Gavarnera, riu de la Torre de les Maçanes.
- Règim fluvial: és un riu-rambla mediterrani que després del pantà de Tibi únicament porta aigua quan es produeixen pluges fortes. La força de les seues aigües han destruït els ponts del Campello en 1961, 1971 i 1987.
- Poblacions que travessa: el Campello.

## Galeria

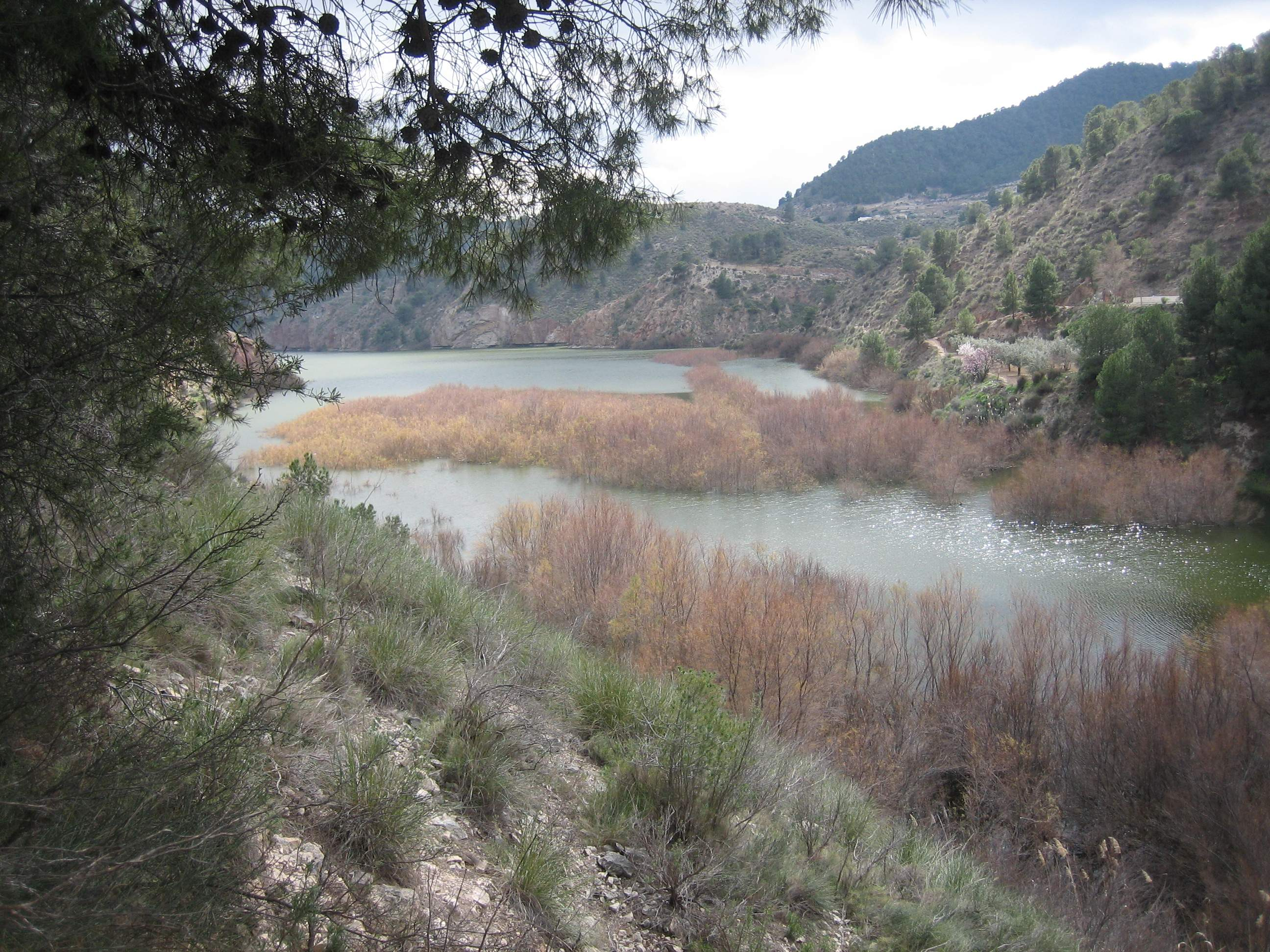
Cua del pantà de Tibi
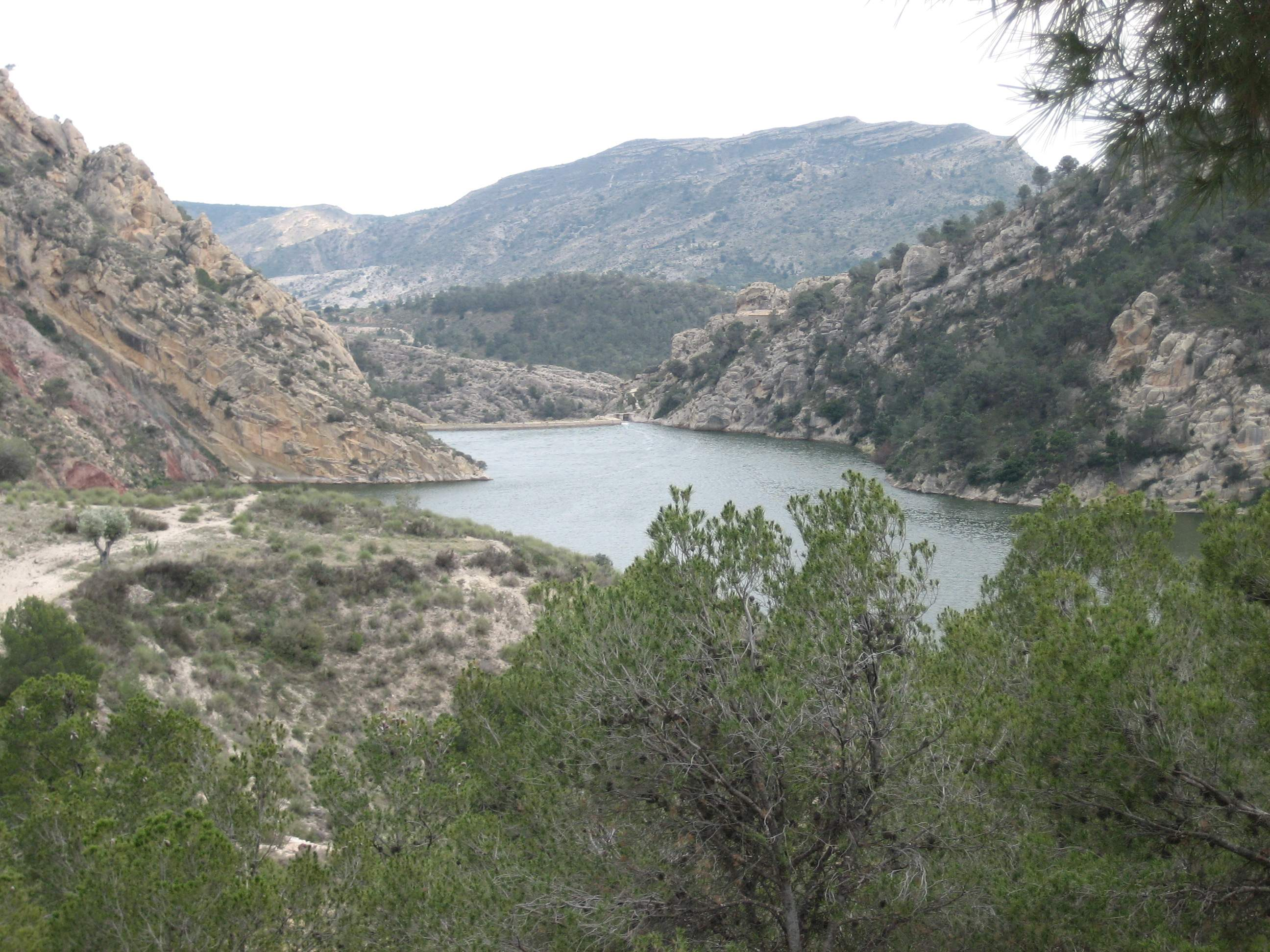
Part final del pantà de Tibi